# Die doppelte Nummer
Die doppelte Nummer (Double Take) ist eine US-amerikanische Filmkomödie von George Gallo aus dem Jahr 2001. Das Drehbuch beruht auf der Erzählung Across the Bridge von Graham Greene, die bereits im Jahr 1957 verfilmt wurde.

## Handlung
Daryl Chase arbeitet als Investmentbanker für ein New Yorker Finanzunternehmen. Auf dem Weg zur Arbeit wird er von einem Kleinkriminellen bestohlen, jedoch ist Freddy Tiffany in der Nähe, der den Dieb überwältigen kann. Allerdings wird Freddy fälschlicherweise wegen Diebstahls von der Polizei verhaftet, der Dieb konnte entfliehen. Durch das Einschreiten von Daryl und einem Pförtner wird er wieder freigelassen. Da sich Freddy dabei verletzt hat, bekommt er von Daryl 105 US-Dollar. Augenblicke später bemerkt Daryl, wie Freddy und der geflohene Dieb miteinander reden und lachen. Nun weiß Daryl, dass der Diebstahl fingiert war und versucht sie zur Rede zu stellen, aber sie können entkommen.
Im Büro angekommen, wird er von seiner Sekretärin informiert, dass das mexikanische Softdrink-Unternehmen Don Carlos Cola 106 Millionen US-Dollar Investitionskapital auf das Konto ihres Besitzers Thomas Chella überwiesen hat. Daryl informiert seinen Chef Charles Allsworth, dass sein Klient eine zu große Geldsumme erhalten hat. In der Zwischenzeit besucht Freddy das Büro von Daryl und gibt ihn einen Teil des Geldes zurück. Daryl ist sichtlich genervt und Freddy wird vom Sicherheitsdienst hinausbegleitet.
Später bei der Modenschau von Daryls Freundin Chloe informiert Daryl seinem Chef, dass Don Carlos Cola nicht existiert und er nicht wegen Geldwäsche verhaftet und angeklagt werden will. Wenige Sekunden später taucht Thomas Chella, Daryls Klient, mit seiner Freundin Maque Sanchez bei der Modenschau auf. Auch Freddy taucht bei der Modenschau auf und tanzt mit Chloe auf der Bühne, sehr zu Daryls Verärgerung.
Nach der Modenschau werden Daryl und Chloe in ihrem Apartment von einem Mann angegriffen, der von den CIA-Agenten McCready und Martinez erschossen wird. Agent McCready erklärt, dass Daryl von einem Attentäter des mexikanischen Drogenkartells Gutierrez angegriffen wurde, die die Überweisung in Höhe von 106 Millionen US-Dollar an Daryls Bank gewusst haben; Don Carlos Cola ist eine Scheinfirma des Gutierrez-Drogenkartells. Agent McCready zeigt ihnen Fotos von zwei Männern und dem Attentäter sowie Freddy. Agent McCready erzählt den beiden, dass er für eine verdeckte Operation nach Mexiko zurückkehren muss; Agent Martinez bleibt bei ihnen, um sie zu beschützen.
Am nächsten Tag bemerkt Daryl die zwei Männer in seinem Büro, er kann sie nach einer kleinen Verfolgungsjagd erfolgreich abschütteln. Wenig später findet er seine Sekretärin ermordet in ihrer Wohnung vor, die angekommenen Polizisten werden von dem Killer erschossen. Daryl flieht und taucht unter. Daryl ruft Agent McCready an und informiert ihn, was passiert ist. Agent McCready rät ihm, in einen Zug nach Mexiko zu steigen und mit niemandem zu sprechen. An der Penn Station wird er von Freddy erkannt, dort überredet Daryl ihn die Kleidung und Identität zu wechseln. So gibt sich Freddy als Geschäftsmann aus und Daryl gibt sich wiederum als Freddy aus.
Im Zug klärt Daryl Freddy über die Situation auf. Währenddessen fällt Freddy ein Mann auf, der sie im Zug verfolgt und beobachtet. Sie schlagen den Mann bewusstlos und bemerken, dass er ein Bild von Daryl und eine Pistole in seiner Tasche hat. Bei einem kleinen Zwischenstopp liest Freddy eine Zeitung. In einem Artikel wird Daryl erwähnt, der als Verdächtiger wegen mehrfachen Mordes gesucht wird. Daryl wird von Freddy in Kenntnis gesetzt, dass es eine Belohnung von 100.000 US-Dollar für Daryls Aufenthaltsort oder dessen Ergreifung gibt. Daryl wird misstrauisch gegenüber Freddy und denkt, dass er ihn der Polizei ausliefern könnte. Freddy ist überzeugt, dass er unschuldig ist und gibt seine wahre Identität preis: Er ist der FBI-Agent Fred Tiffany. Außerdem will er Daryl auf dem Weg nach Mexiko beschützen und dort die Kriminellen ausschalten. Daryl, der weiterhin misstrauisch ist, schlägt Freddy nieder und wirft ihn aus dem Zug. Daryl muss den Zug verlassen, weil er Freddys Hund Delores bei sich hat, und kauft sich in der nächsten Ortschaft ein Auto. Von dort aus macht er sich auf dem Weg zur texanisch-mexikanischen Grenze.
An der Grenze angekommen, gibt sich Daryl gegenüber der mexikanischen Polizei als Freddy aus. Er sieht aber ein Fahndungsfoto von Freddy, der für den Mord an dem mexikanischen Gouverneur Eduardo Quintana gesucht wird. Daryl gerät in Panik und fährt wieder zurück nach Texas. Daryl lässt nach wenigen Minuten sein Auto stehen und wird von Freddy aufgegriffen. Sie fahren beide zu einer Tankstelle, dort kann er Freddy ablenken und sein Auto stehlen. Daryl fährt zu einem Emu-Ranch-Motel. Der Motelbesitzer hat ihn fälschlicherweise als Freddy erkannt und will ihn bei der mexikanischen Polizei ausliefern. Derweil ruft Daryl bei Agent McCready an. Er informiert Daryl, dass Freddy angeblich wegen psychischer Probleme vor zwei Jahren beim FBI entlassen wurde. Daryl ruft daraufhin bei Chloe an, sie werden dabei von den zwei Männern abgehört. Freddy kommt ins Motelzimmer und kann beweisen, dass er Daryl jederzeit auffinden kann, da seine Kleidung einen Peilsender hat.
In einer Bar informiert Freddy Daryl, dass McCready und Martinez korrupte Agenten sind und Thomas Chella in Wirklichkeit Minty Gutierrez ist, der das Gutierrez-Drogenkartell leitet. Gouverneur Quintana, der mit der US-Regierung zusammenarbeitete, um die Drogeneinfuhr in die USA zu stoppen, wurde von einem Auftragskiller ermordet. Freddy, der den Mord verhindern wollte,  wurde wenige Minuten nach dem Mord von einer Überwachungskamera in Quintanas Anwesen gefilmt und gilt seitdem als Tatverdächtiger. Freddy vermutet, dass Agent McCready am Mord beteiligt war und versucht nun den Mordfall zu klären.
Im Motelzimmer angekommen, werden sie von der örtlichen Polizei und McCreadys Schergen umzingelt. Es kommt zu einer Schießerei zwischen der Polizei und dem Schergen. Der Motelbesitzer schnappt sich Daryl und bringt ihn zur nächsten mexikanischen Polizeistation, Freddy flieht unverletzt aus dem Motel. Auf dem Polizeirevier erzählt Daryl dem mexikanischen Polizeichef, dass er nicht der gesuchte Freddy Tiffany ist. Der Polizeichef glaubt ihm, bis Maque Sanchez auftaucht und vorgibt, eine Affäre mit Freddy gehabt zu haben. Daryl muss ins Gefängnis. Agent McCready taucht auf, um Daryl aus dem Gefängnis zu holen. Als Daryl auf die Entlassung wartet, sieht er draußen auf der Straße, dass der Attentäter, der Daryl im Apartment angegriffen hat und von den CIA-Agenten niedergeschossen wurde, noch am Leben ist. Er bemerkt auch ein Foto von Quintana, der den Hund Delores an der Leine führt. Sowie McCready mit einem Hundebiss am Bein, was zeigt, dass McCready derjenige war, der Quintana getötet hat und dass Freddy die ganze Zeit recht hatte. Daryl rennt aus der Polizeistation und trifft auf Freddy sowie auf die zwei Männer, die sich als FBI-Agenten Norville und Gradney zu erkennen geben. Agent Gradney, der auch ein korrupter Agent ist, erschießt Norville, flüchtet mit Delores im Auto davon und erreicht das Anwesen von Gutierrez.
In Gutierrez Villa warten bereits Minty Gutierrez, die beiden CIA-Agenten McCready und Martinez, Charles Allsworth und Maque Sanchez. Agent Gradney lässt Maques Tarnung auffliegen, da sie eine FBI-Agentin sowie Freddys Frau ist. Daryl und Freddy kommen in der Villa an. Es stellt sich heraus, dass der Drogenbaron die korrupten CIA-Agenten wie auch den Chef von Chase an die US-amerikanischen Justizbehörden ausliefern will, da er über 600 Millionen US-Dollar auf US-amerikanischen Konten hat, die die US-Regierung einfror und als einzige Chance sieht, sein Geld wiederzubekommen. Es kommt zu einer Schießerei, Spezialeinheiten rücken an und die Verbrecher werden verhaftet. Unter den Sicherheitskräften befindet sich Chases Sekretärin, die sich als eine FBI-Agentin erweist. Ihr Tod war nur fingiert.
Chase, Chloe, Tiffany und dessen Freundin freunden sich an. Sie verbringen gemeinsam ihre Freizeit am Strand.

## Kritiken
Das Lexikon des internationalen Films schrieb, der in der Literaturvorlage „handfeste“ Thriller würde wegen der Elemente einer „Slapstick-Komödie“ der Vorlage „nicht gerecht“. Aus diesem Grund scheitere der Film trotz „origineller Darsteller“.

## Hintergrund
Der Film wurde in New York City und in Los Angeles gedreht. Seine Produktionskosten betrugen schätzungsweise 24 Millionen US-Dollar. Der Film spielte in den Kinos der USA ca. 29,8 Millionen US-Dollar ein.